# Stary Międzyłęż
Stary Międzyłęż [pronunciación en polaco: /ˈEstrellaɨ mjɛnˈd͡zɨwɛ̃ʂ/] (en alemán: Alt Mösland, 1942–45 Altmösland) es un pueblo ubicado en el distrito administrativo de Gmina Pelplin, dentro del Condado de Tczew, Voivodato de Pomerania, en Polonia del norte. Se encuentra aproximadamente a 11 kilómetros al noreste de Pelplin, a 18 kilómetros al sureste de Tczew, y a 47 kilómetros al sur de la capital regional Gdańsk.
Para detalles de la historia de la región, véase Historia de Pomerania.